# Ферара (провинция)
Ферара (на италиански: Provincia di Ferrara) е провинция в Северна Италия, регион Емилия-Романя.
Площта ѝ е 2632 km², а населението – около 350 000 души (2005). Провинцията включва 21 общини, административен център е град Ферара.

## Административно деление
Провинцията се състои от 21 общини:
- Ферара
- Арджента
- Бондено
- Вигарано Майнарда
- Вогиера
- Горо
- Йоланда ди Савоя
- Кодигоро
- Комакио
- Копаро
- Лагосанто
- Мази Торело
- Мезола
- Остелато
- Поджо Ренатико
- Портомаджоре
- Рива дел По
- Тере дел Рено
- Трезиняна
- Фискаля
- Ченто